# Andrea Coali
Andrea Coali (Trento, 16 dicembre 1992) è un pallavolista italiano.
Gioca nel ruolo di centrale nel Garlasco.

## Carriera
Inizia a giocare nel 2006 nelle giovanili della Trentino, con cui si aggiudica la Junior League nella stagione 2010-11. L'anno successivo milita nella seconda squadra trentina, in Serie B2, ed ottiene qualche convocazione in Serie A1, vincendo la Supercoppa italiana.
Nella stagione 2012-13 passa in prestito all'Altotevere Volley di San Giustino. Completata la riabilitazione dopo un intervento al menisco, esordisce nella massima serie in occasione della gara interna con la Pallavolo Modena dell'8 dicembre 2012.
Nel campionato 2013-14 si trasferisce al BluVolley Verona, sempre in Serie A1, mentre in quello successivo passa all'AVS di Bolzano, in Serie B1. 
Nella stagione 2015-16 veste la maglia del Volley 2001 Garlasco, in Serie B2, mentre milita in Serie B nell'annata 2016-17 giocando con il Bocconi Sport Team di Milano.
Nel mese di gennaio 2018 rientra in campo nella squadra lussemburghese del Fentange, in Division Nationale, con cui si aggiudica lo scudetto. Nella stagione 2019-20 torna nuovamente al Garlasco, in Serie B: conquista la promozione al termine della stagione 2020-21 in Serie A3, che disputa con lo stesso club nell'annata 2021-22.

## Palmarès

### Club
- Campionato lussemburghese: 1

2017-18
- Supercoppa italiana: 1

2011